# Luciocephalus
Luciocephalus – rodzaj ryb z rodziny guramiowatych (Osphronemidae), typ nomenklatoryczny podrodziny szczupakogłowcowatych (Luciocephalinae).

## Występowanie
Południowo-wschodnia Azja

## Klasyfikacja
Gatunki zaliczane do tego rodzaju:
- Luciocephalus aura
- Luciocephalus pulcher – szczupakogłów[potrzebny przypis]

Gatunkiem typowym rodzaju jest Luciocephalus pulcher.